# کارل-اریک اسونسون
کارل-اریک اسونسون (انگلیسی: Carl-Erik Svensson; ۲۰ فوریهٔ ۱۸۹۱ – ۹ نوامبر ۱۹۷۸) ژیمناست هنری اهل سوئد بود.